# Garaw
Garaw – miejscowość i dżamoat w Tadżykistanie. Jest położone w dystrykcie Tursunzonda w Rejonach Administrowanych Centralnie. Dżamoat zamieszkuje 13 795 osób.